# Hoplitis zandeni
Hoplitis zandeni là một loài Hymenoptera trong họ Megachilidae. Loài này được Teunissen & van Achterberg mô tả khoa học năm 1992.